# 彭長貴
彭長貴（1918年—2016年11月30日），湘菜廚師。生於湖南長沙縣沙坪鄉。1952年研發菜式左宗棠雞。

## 生平
1933年拜師於曹荩臣（又作曹敬臣，人稱曹四爺），曹荩臣是湖南政要譚延闓的家廚四把手。隨師於湖南衡陽「玉樓東」餐館任職。
1944年在重慶瀟湘酒店工作，被介紹去給中華民國軍政部兵工署署長俞大維任家廚。
1952年，中華民國海軍總司令梁序昭連續3天設宴做訪的太平洋第七艦隊司令亞瑟·雷德福，在宴會第3天彭長貴想出新菜式，將雞肉斬塊，上漿掛粉、先炸再炒，以大清湘軍大將左宗棠為名，稱左宗棠雞。
1960年代在香港與朋友合夥投資「東雲閣」酒店，開幕前五天遭火災，自此事業未再涉足香港。回台灣後，經中華民國中央銀行總裁徐柏園、中華民國經濟部部長李國鼎邀請，先後在中央銀行餐廳擔任廚師、在彰化縣成立中聯食品罐頭廠。
1970年代，彭長貴赴美國。初始其實並不順遂。1973年在美國紐約創辦Uncle Peng's Hunan Yuan餐廳，以左宗棠雞再次打響美國各地，之後在美國各地開設6家分店餐廳內外場工人員為躲移民官查察一夕逃跑。做訪名人包括美國華裔建築師名人貝聿銘，美國總統老布希、雷根、小布希。1976年馬英九與其夫人周美青在紐約結婚後也在彭園宴客，前中華民國前監察院長錢復曾多次造訪。美國國務卿季辛吉特別愛左宗棠雞。在美國待了9年取得綠卡。
1981年，結束了在美國所有事業，於1983年回台，在台北市林森北路再辦「彭園」餐廳，成為後來的彭園餐飲集團。
2016年11月30日中午12點17分，彭長貴因肺部感染病逝，享耆壽98歲。

## 研發料理
- 左宗棠雞
- 生菜蝦鬆
- 富貴烤雙方（蜜汁火腿/富貴火腿）
- 紅煨羊掌
- 香瓜元盅（前身為竹節鴿盅）
- 湯泡魚生
- 彭家豆腐[6]
- 韭黃羊肚絲
- 湖南青紅椒

## 相關作品
- 伊恩·切尼（英语：Ian Cheney）《尋找左宗棠（英语：The Search for General Tso）》（2014年紀錄片）

## 外部連結
- YouTube上的湘菜食神彭長貴 有請常勝將軍左宗棠軍 第154集 part5【台灣1001個故事】2012年.（繁體中文）
- 台灣湘菜的開山祖 - 彭長貴
- 彭園餐飲集團 （页面存档备份，存于）